# Nicolas de Cerisay
Pour les articles ayant des titres homophones, voir Cerisay et Cerizay.
Nicolas de Cerisay, de la famille de Cerisay, de Cerizay dans les Deux-Sèvres[Information douteuse], est grand bailli de Cotentin de 1514 à 1517 et prévôt de Normandie.

## Biographie
Nicolas de Cerisay est baron de la Rivière dans la Manche,
, seigneur du Pont de Charenton (19/10/1518),.
Il est nommé prévôt de Normandie en 1506.
En 1514, il est nommé grand bailli de Cotentin. Il assume cette fonction jusqu'en 1517.
En 1525, il épouse Anne Bohier, fille de Thomas Bohier. Ils ont une fille, Antoinette de Cerisay, qui épouse, le 14 mai 1538,, François Olivier (seigneur de Leuville, chancelier de France, mort le 30 mars 1560) et un fils, René.